# Eurhinocricus eutypus
Eurhinocricus eutypus är en mångfotingart som beskrevs av Chamberlin 1953. Eurhinocricus eutypus ingår i släktet Eurhinocricus och familjen Rhinocricidae. Inga underarter finns listade i Catalogue of Life.